# September Trio
September Trio ist ein Jazzalbum von Harris Eisenstadt, das im Trio mit Ellery Eskelin und Angelica Sanchez entstand. Die am 12. September 2010 im Studio Systems Two in Brooklyn entstandenen Aufnahmen erschienen 2011 auf Clean Feed Records.

## Hintergrund
September Trio war die erste Veröffentlichung von Harris Eisenstadts gleichnamigen Trio mit der Pianistin Angelica Sanchez und dem Tenorsaxophonisten Ellery Eskelin. 2013 folgte in gleicher Besetzung das im Grande Auditorio in Portalegre mitgeschnittene Album The Destructive Element.

## Titelliste

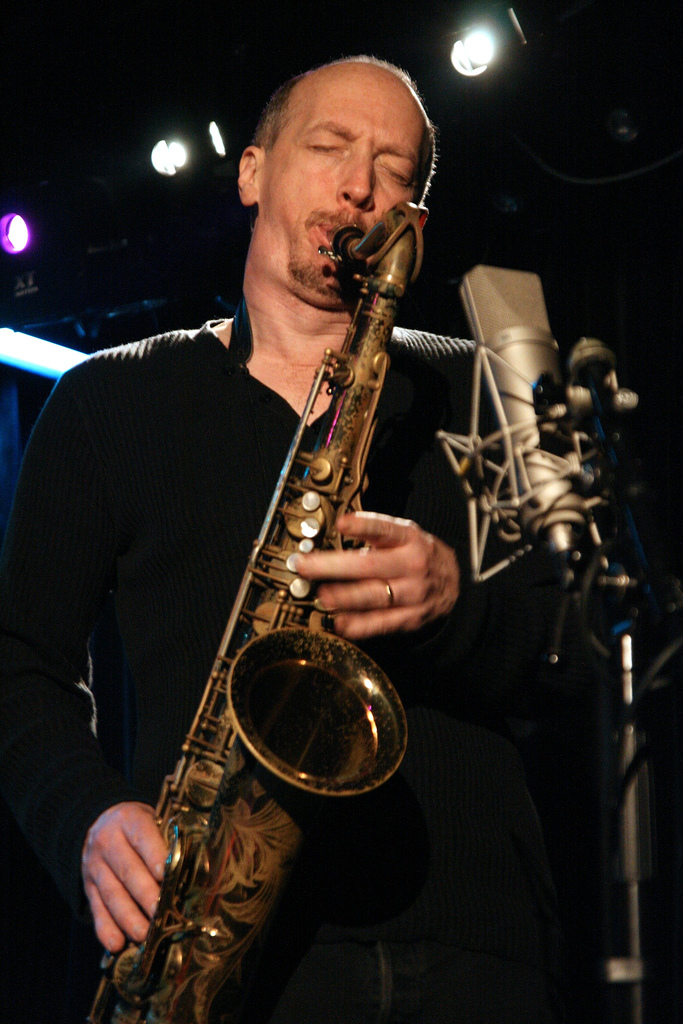
Ellery Eskelin 2007

- Harris Eisenstadt, Ellery Eskelin, Angelica Sanchez – September Trio (CF229CD)
  1. September 1, 7:58
  2. September 2, 4:57
  3. September 3, 7:13
  4. September 4, 6:29
  5. September 5, 8:35
  6. September 6, 11:20
  7. September 7, 1:59
- Alle Kompositionen stammen von Harris Eisenstadt.

## Rezeption
Nach Ansicht von Douglas Detrick spielt das September-Trio eine unwahrscheinlich frei schwebende und ergreifende Musik. Die Textur des Albums sei spärlicher, als selbst die unorthodoxe Instrumentierung vermuten lasse. „Zunächst fällt mir das Wort ‚zerbrechlich‘ ein“, schrieb der Autor weiter. „Es ist ein Album, das fast ausschließlich außerhalb der gemessenen Zeit mit langen und unbekannten kollektiven Improvisationen gespielt wird, die so aussehen, als könnten sie jederzeit auseinanderfallen. Aber das Selbstvertrauen, mit dem diese Musiker ihre Netze aus miteinander verflochtenen Melodien spinnen, strahlt nicht Fragilität, sondern Ausgeglichenheit aus. Die Musik ist zart, aber auch robust und findet eine feste Grundlage in der überfließenden Lyrik, die in den Stoff der Musik eingewebt ist.“
Eisenstadt, einer der in den Klangfarben sensibelsten Schlagzeuger der Welt, meint Detrick, schaffe eine offene Begleitung, die viel Platz lasse, mit geschickt platzierten Trommeltexturen, die in die Stille hinein- und herauskommen. Sanchez’ Eröffnungs-Arpeggios scheinen eine konstante, rhythmische Präsenz zu bieten, aber sie lasse sie am Ende des ersten Satzes der Melodie zu einer neuen Idee werden. Es ist die Art des Spielens, die in einer anderen Umgebung flüchtig erscheinen mag, aber hier sei dies ein passendes Kompliment zu Eskelins langen Schlangenlinien, als ob die ständige Bewegung der Ideen die Musik tatsächlich begründe, anstatt sie zu verunsichern.
Mike Shanley schrieb in JazzTimes, bei einem Album mit Werken, die vom Schlagzeuger komponiert und inszeniert wurden, stehe im  September Trio dennoch nicht Harris Eisenstadt im Mittelpunkt. Der Tenorsaxophonist Ellery Eskelin zeichne sich durch seinen breiten Ton und sein Gespür für mikrotonale Tonhöhen aus, was seiner Stimme Dramatik verleihe. Die Pianistin Angelica Sanchez füge glitzernde Linien hinzu, die die Musik öffnen, egal ob es sich um eine freie Ballade handelt (wie dies in einigen dieser Titel geschehe) oder um etwas, das auf klaren Veränderungen basiert. Aber Eisenstadt gebe sich zu erkennen und rühre die Mischung auf eine Weise, die an Paul Motians Herangehensweise an solch sensible Musik erinnere. „Er spielt vielleicht nicht immer Zeit, aber er trägt eindeutig zum Auf und Ab bei.“ Unabhängig davon, ob sie als Suite konzipiert wurden oder nicht, schrieb Shaley weiter, hätten die Stücke manchmal ähnliche Charakteristika, obwohl es genügend Unterschiede gebe, um zu verhindern, dass sie ineinander übergehen. Ironischerweise sei das Stück, das am komponiertesten zu sein scheint, der abschließende Titel mit 1:59 Länge, der abrupt endet, „genau dann, wenn die Erwartungen ein Allzeithoch erreicht haben.“